# Riverside Studios
Riverside Studios est une société de production et un studio de cinéma et d'arts installé dans le quartier d'Hammersmith à Londres.

## Productions

### Cinéma
- 1943 : We'll Meet Again
- 1945 : Le Septième Voile
- 1947 : Je suis un fugitif
- 1950 : Cette sacrée jeunesse
- 1954 : Détective du bon Dieu

## Télévision
- 1957-1960 : Hancock's Half Hour
- 1957-1974 : Dixon of Dock Green
- 1957-1958 : Six-Five Special
- 1958-1974 : Blue Peter
- 1958-1959 : Quatermass and the Pit
- 1962-1974 : Z-Cars
- 1964-1968 : Doctor Who
- 1964-1974 : Top of the Pops
- 1964-1974 : Play School
- 1996-2015 : Never Mind the Buzzcocks
- 1996-2015 : TFI Friday
- 1998-2006 : CD:UK
- 1998-2012 : T4
- 2001-2007 : Popworld
- 2003-2021 : Eggheads
- 2006-2021 : The Apprentice: You're Fired!
- 2008-2021 : Celebrity Juice
- 2009-2010 : You Have Been Watching
- 2009-2015 : Russell Howard's Good News
- 2010 : Robert's Web
- 2011-2012 : That Sunday Night Show
- 2012-2021 : The Last Leg
- 2012 : Unzipped
- 2013-2015 : Sweat the Small Stuff
- 2014-2021 : Alan Davies: As Yet Untitled
- 2014 : The Elaine Page Show
- 2014 : Weekend Kitchen with Waitrose
- 2015-2016 : 1000 Heartbeats